# Echoes
Echoes ist eine Komposition der britischen Rockgruppe Pink Floyd, die lange Instrumentalteile, Soundeffekte und Improvisationen enthält.

## Beschreibung
Das von allen vier Mitgliedern (Roger Waters, Richard Wright, David Gilmour und Nick Mason) geschriebene Echoes ist das Finale des Albums Meddle. Das Stück läuft über eine Länge von 23:31 und belegt die zweite Seite der Vinyl-Schallplatte vollständig. Zusätzlich ist es der fünfte Titel – in gekürzter Version – auf dem Best-Of-Album Echoes: The Best of Pink Floyd. Es ist die drittlängste Komposition der Gruppe, nach Atom Heart Mother (23:35) und dem zusammengesetzten Shine On You Crazy Diamond (über 26 Minuten). Im Vergleich dazu ist Echoes jedoch nicht aufgeteilt, wurde aber aus Fragmenten zusammengesetzt. Es wurde für den Film Live At Pompeii als Anfang und Ende verwendet, und in dem Surf-Film Crystal Voyager untermalt die komplette Komposition brechende Meereswellen in der Abendsonne.
Bemerkenswert ist das Intro, bei dem Richard Wright auf seinem Flügel durch stete Wiederholung eines einzigen hohen Tons (ein dreigestrichenes h) den Klang eines Echolots nachahmt. Der Flügel wird dabei über ein Leslie-Cabinet gespielt, einen Orgel-Verstärker mit rotierendem Lautsprecher. Der Ton bekommt dadurch ein eigenartiges Tremolo. Der Klang unterscheidet sich deshalb deutlich von dem eines unverstärkt gespielten Flügels. Die Beatles hatten drei Jahre zuvor diesen Klangeffekt erstmals auf dem „Weißen Album“ im Lied Don’t Pass Me By verwendet.
Die Klangexperimente im Mittelteil von Echoes verweisen deutlich auf die Vorgängeralben A Saucerful of Secrets und Ummagumma. Roger Waters erzeugt auf seinem E-Bass mit einem Bottleneck durch gleichmäßige Kreisbewegungen gespenstisch heulende Klänge, während Gitarrist David Gilmour mittels umgekehrt angeschlossenem Wah-Wah-Pedal kreischende, an Möwenschreie erinnernde Laute erzeugt, die als seagull effect (dt. ‚Möwen-Effekt‘) bekannt wurden. Richard Wright ist nur leise hörbar mit seiner Hammond-Orgel, die entweder mit einem Lautstärke-Pedal gekoppelt war oder deren interner Lautstärkeregler während des Spielens bedient wurde.
Das Stück endet mit einem steigenden Shepard-Risset-Glissando (siehe Shepard-Skala).

## Frühe Versionen und alternative Titel
Das Stück hatte seinen Ursprung in 36 Musik-Experimenten, die unabhängig voneinander von jedem Band-Mitglied geschrieben wurden. Als Arbeitstitel wurden diese Fragmente Nothing, Parts 1–24 (auch wenn es sich um 36 Elemente handelte) genannt. Die weiteren Ausarbeitungen wurden entsprechend The Son of Nothing und The Return of the Son of Nothing betitelt.
Während dieser Phase der Entwicklung des Stückes wurde an der ersten Strophe von Echoes gearbeitet. Ursprünglich beschrieb der Text das Aufeinandertreffen zweier Himmelskörper (Text: „planets meeting face to face“), doch wegen Waters’ zunehmender Bedenken, dass Pink Floyd durch solche Titel in die Schublade des Space Rock gesteckt werden würde, schrieb man die Texte neu und verwendete Unterwasser-Bilder dazu.
Der Titel Echoes wurde auch mehrmals überarbeitet: Als großer Fußball-Fan schlug Waters vor, das Stück We Won the Double zu nennen, um den Erfolg des FC Arsenal im Jahre 1971 zu feiern. Während einer Tour in Deutschland im Jahr 1972 nannte man das Stück bei zwei Auftritten (Böblingen, Frankfurt) auch Looking Through the Knothole in Granny’s Wooden Leg.

## Mitwirkende
- Richard Wright: Keyboards, Soundeffekte, Gesang
- David Gilmour: Gesang, Gitarre, bundloser E-Bass, Soundeffekte
- Roger Waters: E-Bass, Soundeffekte
- Nick Mason: Schlagzeug, Perkussion, Soundeffekte

## Trivia
- David Gilmour spielte das Stück auch auf Solokonzerten gemeinsam mit Richard Wright,[2] aber seit dessen Tod nicht mehr: „Es wäre wunderbar, ‚Echoes‘ zu spielen, aber ohne Rick würde ich es nie tun!“[3]
- Der  Film Crystal Voyager aus dem Jahre 1973 von George Greenough endet mit einem 23-Minuten-Segment, in dem das ganze Stück als Hintergrundmusik der Surf-Szenen verwendet wird.
- Eine auf lediglich zwei akustischen Gitarren gespielte knapp 19-minütige Cover-Version des Stücks findet sich auf dem Album Mettavolution (2019) des mexikanischen Duos Rodrigo y Gabriela.
- Schaltet man beim Film 2001: Odyssee im Weltraum zu Beginn des letzten Kapitels „Wiedergeburt“ den Ton des Films stumm und lässt stattdessen das Stück Echoes dazu laufen (sodass beim ersten „Echolot-Ping“ der Schriftzug „Jupiter“ erscheint), so soll sich die Musik verschiedenen psychedelischen Bildern anpassen.[4]